# Gond-Pontouvre

Gond-Pontouvre este o comună în departamentul Charente, Franța. În 1 ianuarie 2022 avea o populație de 5.884 de locuitori.